# ان‌اس۱۰۲
ان‌اس۱۰۲ (به انگلیسی: NS102) یک ترکیب شیمیایی با شناسه پاب‌کم ۵۲۸۲۲۵۲ است. شکل ظاهری این ترکیب، جامد زرد است.